# Alexander Tollius
Alexander Tollius (Rhenen, ca. 1630 – Harderwijk 30 oktober 1675) was een zoon van Johannes Tollius en diens eerste vrouw Maria Gordon. Hij was een jongere broer van Cornelius Tollius. Hij studeerde in Utrecht (ingeschreven 1650) en Harderwijk (ingeschreven 1652) en was al vroeg secretaris van Gerardus Vossius in Amsterdam. Hij kreeg in 1654 van de curatoren van de Universiteit van Harderwijk verlof om Griekse letterkunde te doceren. Hij volgde op 15 juni 1654 zijn jong gestorven broer Cornelius op als bijzonder hoogleraar Grieks en als secretaris van de curatoren. In 1655 kwamen de Latijnse letterkunde en de eloquentie bij zijn lesopdracht en in 1657 werd hij gewoon hoogleraar Griekse letterkunde. Alexander Tollius was tweemaal gehuwd: eerst met Aaltje Noyen en in 1658 met Johanna Greve.
Alexander Tollius bezorgde een editie van de Romeinse geschiedenis van de Griekse geschiedschrijver Appianus.